# آمباتومانوینا
آمباتومانوینا (به لاتین: Ambatomanoina) یک منطقهٔ مسکونی در ماداگاسکار است که در آنجوروزوب واقع شده‌است. آمباتومانوینا ۲۱٬۷۷۹ نفر جمعیت دارد.